# Rani ki vav
Rani Ki Vav (lit. 'Kraljičin stopničast vodnjak') je stopničast vodnjak v mestu Patan v Gudžaratu v Indiji. Je na bregovih reke Sarasvati. Njegovo gradnjo pripisujejo Udajamati, soprogi kralja Čaulukja Bhime I. iz 11. stoletja. Zasutega so 1940-ih ponovno odkrili, v 1980-ih pa ga je obnovil Arheološki zavod Indije. Od leta 2014 je uvrščen na Unescov seznam svetovne dediščine v Indiji.
Najboljši in eden največjih primerov te vrste, je ta stopničasti vodnjak zasnovan kot obrnjen tempelj, ki poudarja svetost vode. Razdeljen je na sedem nivojev stopnic s kiparskimi ploščami. Te plošče imajo več kot 500 glavnih skulptur in več kot tisoč manjših, ki združujejo verske in simbolične podobe.

## Zgodovina
Rani ki vav je bil zgrajen med vladavino dinastije Čaulukja. Je na bregovih reke Sarasvati. Prabandha-Čintamani, ki ga je sestavil džainistični menih Merutunga leta 1304, omenja: »Udajamati, hči Naravaraha Khengara, je zgradila ta nov stopničast vodnjak v Šripatani (Patan), ki presega slavo rezervoarja Sahasralinga«. Po njej je bil stopničasti vodnjak naročen leta 1063 in dokončan po 20 letih. Na splošno se domneva, da ga je v spomin na Bhimo I. (vladal okoli 1022 – 1064) zgradila njegova kraljica Udajamati in da sta ga verjetno dokončala Udajamati in Karna po njegovi smrti, vendar je sporno, ali je bila vdova, ko ga je naročila. Komisariat postavlja datum gradnje na leto 1032 na podlagi arhitekturne podobnosti s templjem Vimalavasahi na gori Abu, zgrajenim istega leta.
Stopničasti vodnjak je kasneje poplavila reka Sarasvati in zamuljila. V 1890-ih sta ga Henry Cousens in James Burgess obiskala, ko je bil popolnoma zakopan pod zemljo in so bili vidni samo jašek vodnjaka in nekaj stebrov. Opisala sta ga kot ogromno jamo, ki meri 87 metrov. V knjigi Potovanja po zahodni Indiji je James Tod omenil, da je bil material iz stopničastega vodnjaka ponovno uporabljen v drugem stopničastem vodnjaku, zgrajenem v sodobnem Patanu, verjetno Trikam Barot ni Vav (stopnični vodnjak Bahadur Singh). V 1940-ih so izkopavanja, izvedena pod državo Baroda, razkrila stopničasti vodnjak. Leta 1986 je Arheološki zavod Indije (ASI) izvedel veliko izkopavanje in obnovo. Med izkopavanjem so našli tudi podobo Udajamati. Obnova je potekala od leta 1981 do 1987.
Rani ki vav je razglašen za spomenik državnega pomena in zaščiten s strani ASI. 22. junija 2014 je bil dodan na seznam Unescove svetovne dediščine v Indiji. Na indijski sanitarni konferenci leta 2016 so ga razglasili za »najčistejše ikonično mesto« v Indiji.

## Arhitektura
Rani ki vav velja za najboljšega in enega največjih primerov stopničaste arhitekture v Gudžaratu. Zgrajen je bil na vrhuncu sposobnosti obrtnikov pri gradnji stopničastih jaškov in v arhitekturnem slogu Maru-Gurdžara, ki odraža mojstrstvo te zapletene tehnike ter lepoto podrobnosti in proporcev. Arhitektura in skulpture so podobne templju Vimalavasahi na gori Abu in templju Sonca v Modheri.
Klasificira se kot stopničasti vodnjak tipa Nanda. Meri približno 65 metrov v dolžino, 20 metrov v širino in 28 metrov v globino. Četrta raven je najgloblja in vodi v pravokotni rezervoar 9,5 metra krat 9,4 metra, na globini 23 metrov. Vhod je na vzhodu, medtem ko je vodnjak na skrajnem zahodnem koncu in je sestavljen iz jaška s premerom 10 metrov in globine 30 metrov. Stopničasti vodnjak je razdeljen na sedem nivojev stopnic, ki vodijo navzdol do globokega okroglega vodnjaka. Stopničasti hodnik je razdeljen v rednih presledkih z večnadstropnimi paviljoni s stebri. Stene, stebri, nosilci in tramovi so okrašeni z rezbarijami in zvitki. Niše v stranskih stenah so okrašene z lepimi in nežnimi figurami in skulpturami. V stopnišču je 212 stebrov.

### Skulpture
- Varaha (centre), ženska s kačo (levo)
- Vamana inkarnacija
- Štiriroka Parašurama v centru
- Kalki inkarnacija (center), ženska s šmonko ali vejico (levo) in opico (desno)
- Durga ubije Mahishasuro
- Bhairava in Apsare
- Ganešas soprogo in Apsarami

Obstaja več kot 500 glavnih skulptur in več kot tisoč manjših, ki se pogosto nanašajo na literarna dela v kombinaciji z verskimi, simboličnimi in posvetnimi podobami. Okras stopničastega vodnjaka prikazuje celotno vesolje, naseljeno z bogovi in boginjami; nebeška bitja; moški in ženske; redovniki, duhovniki in laiki; živali, ribe in ptice, vključno z vidnimi in nevidnimi; pa tudi rastline in drevesa.
Stopničasti vodnjak je zasnovan kot podzemno svetišče ali obrnjen tempelj. Ima duhovni pomen in predstavlja svetost vode. Skulpture v vodnjaku prikazujejo številna hindujska božanstva, kot so Brahma, Višnu, Šiva, Ganeša, Kubera, Lakuliša, Bhairava, Surja, Indra in Hajagriva ter boginjami (Devi). Skulpture, povezane z Višnujem, presegajo vsa druga zgoraj omenjena božanstva in vključujejo Sheshashayi Vishnu (Višnu, ki leži na kači s tisoč kapuco Shesha v nebesnem oceanu), Vishwarupa Vishnu (kozmična oblika Višnuja), štiriindvajset oblik in tudi Dashavatara (deset inkarnacije) Višnuja.
Tam so skulpture božanstev z njihovimi družinami, kot so Brahma-Savitri, Uma-Mahešvar in Lakšmi-Narajan. Med drugimi skulpturami so pomembne Ardhanarišvara in veliko število boginj, kot so Lakšmi, Parvati, Sarasvati, Čamunda, Durga/Mahišasurmardini z dvajsetimi rokami, Kšemankari, Surjani in Saptamatrikas (skupina boginj mater). Obstajajo tudi slike Navagraha (devet planetov).
Obstaja veliko število nebesnih bitij (Apsara). Ena skulptura Apsare prikazuje nanašanje šminke na njene ustnice ali žvečenje aromatične vejice, medtem ko moški neguje njena stopala. Na severni strani paviljona v tretjem nadstropju je skulptura Apsare, ki brani opico, ki se oklepa njene noge in jo vleče. Ob njenih nogah je gola samica s kačo okoli vratu. Tam je skulptura Nagkanje (kačje princese) z dolgimi lasmi in laboda ter skulpture nebesnih plesalk v klasičnih plesnih položajih.
Veliko je skulptur, ki prikazujejo ženske v vsakdanjem življenju in dejavnostih. Ena skulptura prikazuje žensko, ki si češe lase, popravlja uhan in se gleda v ogledalo. Druge skulpture so ženska, ki piše pismo, mlada ženska s škorpijonom, ki se vzpenja po njeni desni nogi in njena oblačila nevede zdrsnejo, mlada ženska, ki si vleče brado pritlikavega moškega, ženska z ribjo ploščo v rokah s kačo obkroži njeno nogo in seže k ribam. Ena skulptura prikazuje mlado žensko, ki prihaja iz kopeli z mokrimi lasmi, in laboda, ki lovi kapljice vode, ki padajo z njenih las kot biseri. Ženske na teh skulpturah so okrašene z nakitom, vključno z zapestnicami, uhani, verižicami, pasovi, gležnjarji in drugim, pa tudi z elegantnimi oblačili in dobro počesanimi lasmi. V njih je prikazana raznolikost izrazov in čustev. Predstavljajo lepoto, pa tudi ljubezen v njenih vzvišenih in zapeljivih oblikah. Obstajajo skulpture, ki predstavljajo materinsko ljubezen, kot je ženska, ki drži svojega otroka in kaže na luno, da bi preusmerila njegovo pozornost, ženska, ki visoko dviguje svojega otroka, da mu dovoli, da pobere mango z drevesa, in ženska v mangovem nasadu v spremstvu otrok.
V jašku vodnjaka se postopoma povečujejo konzolni nosilci, ki so bogato okrašeni. Rezbarije Kalpavrikša (božansko drevo, ki izpolnjuje želje) na steni predstavljajo plodnost in čaščenje narave, medtem ko kirtimukhe in makare krasijo kleti in kapitele stebrov. Obstajajo mrežasti vzorci in dizajni, ki spominjajo na geometrijske vzorce lokalnih tekstilnih modelov, na steni ob severnem vhodu v stopničasti vodnjak pa so predstavljene tradicionalne patole. Morda so bili prilagojeni iz lesenih rezbarij in stropov v templjih. Figure konjev, slonov in levov krasijo stebre in kletne letve.

## Upodobitev
Od julija 2018 je bankovec za 100 ₹ Mahatme Gandhija New Series na zadnji strani prikazan Rani Ki Vav.